# Nhà thờ San Miguel (Jerez de la Frontera)
Nhà thờ San Miguel (Tiếng Tây Ban Nha: Iglesia de San Miguel) là một nhà thờ ở Jerez de la Frontera, Tây Ban Nha. Nhà thờ được công nhận là Bien de Interés Cultural năm 1931.

## Hình ảnh

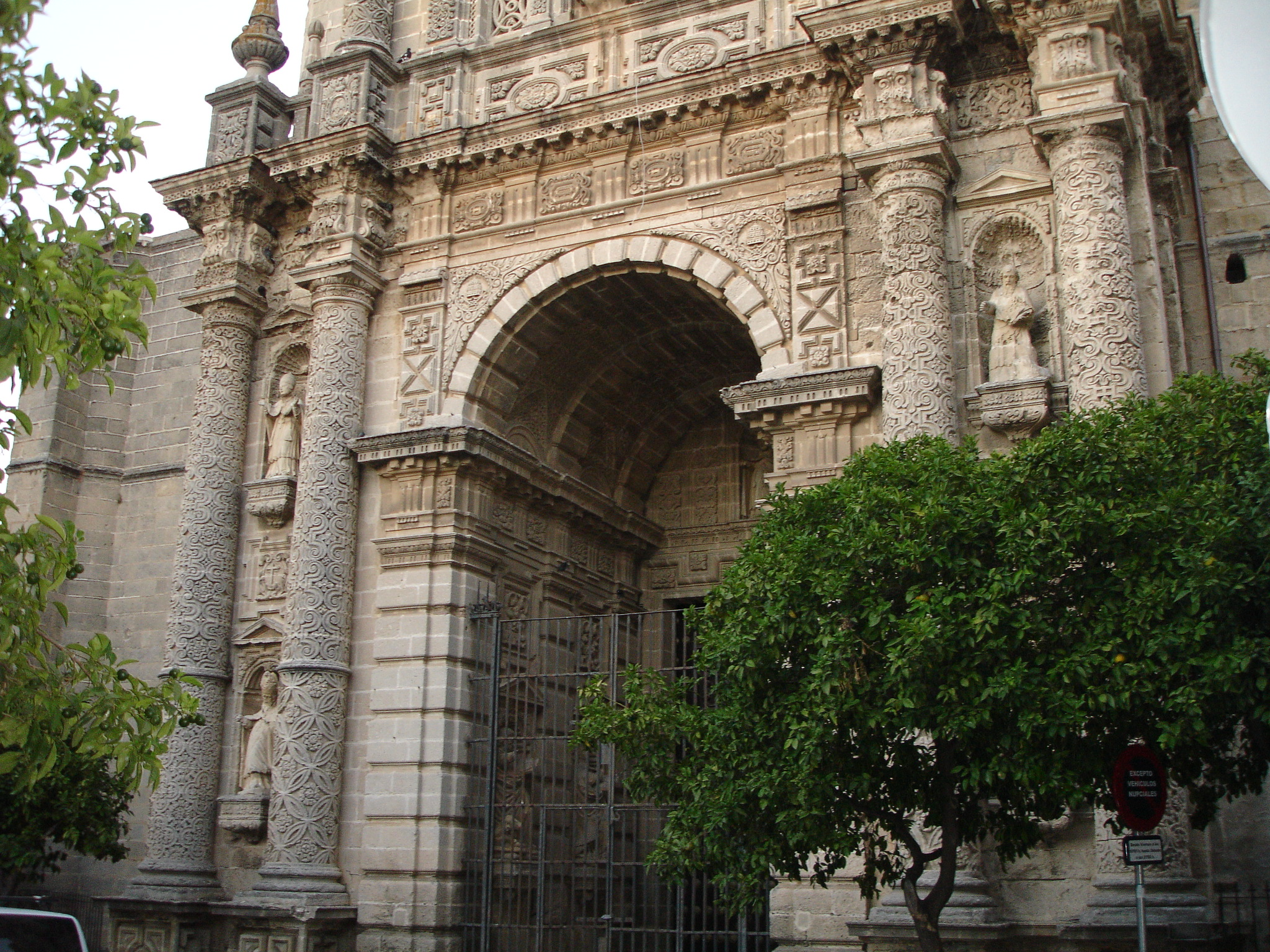
Chi tiết của mặt tiền chính
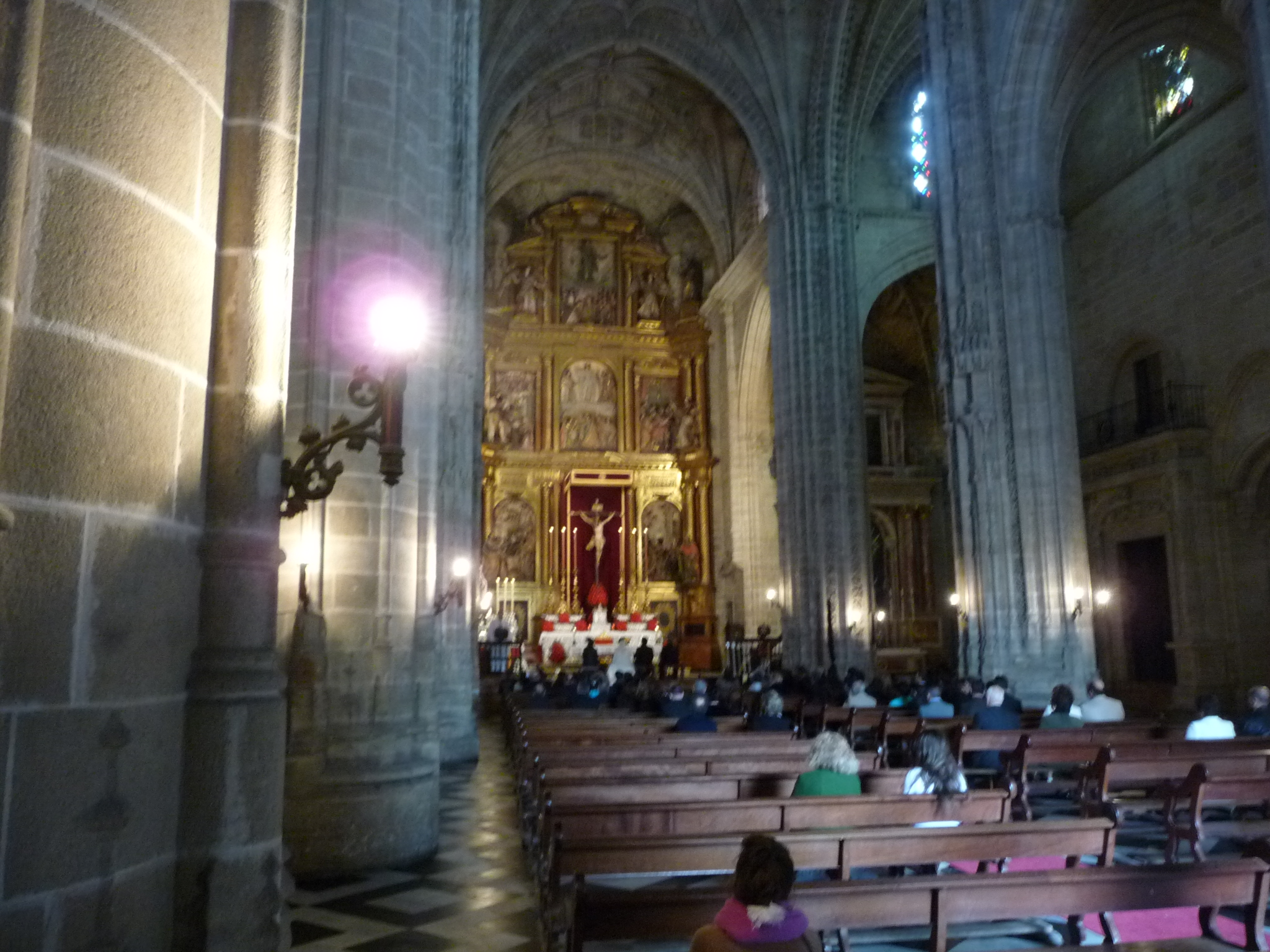
Bàn thờ
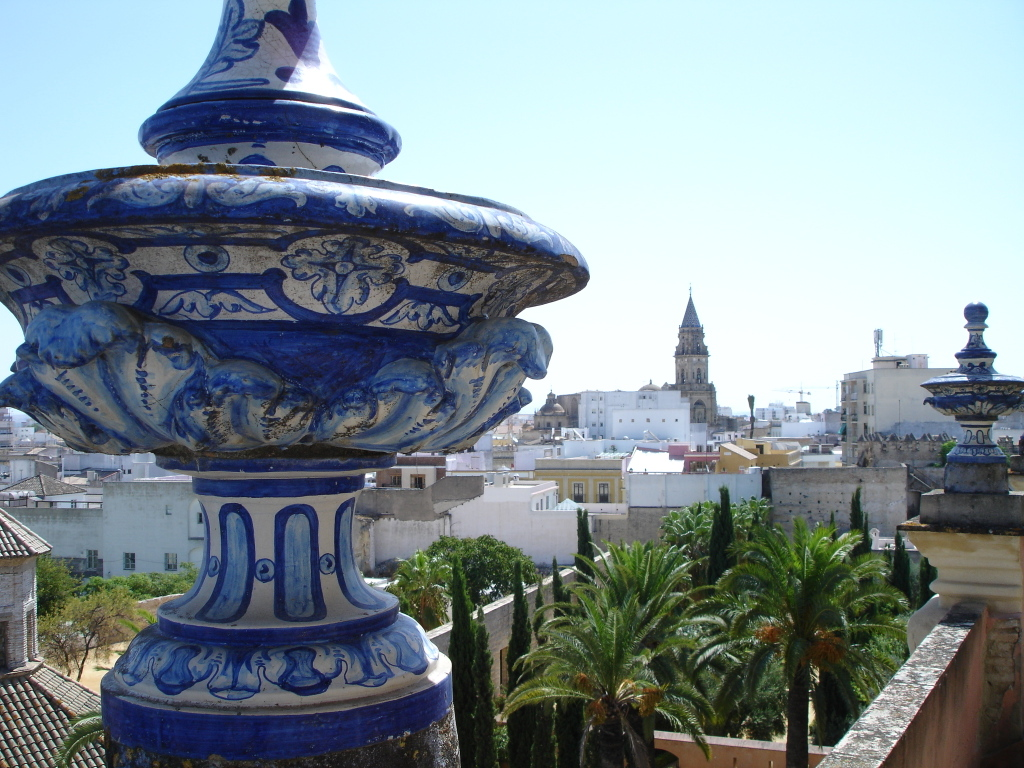
San Miguel từ Cung điện Villavicencio
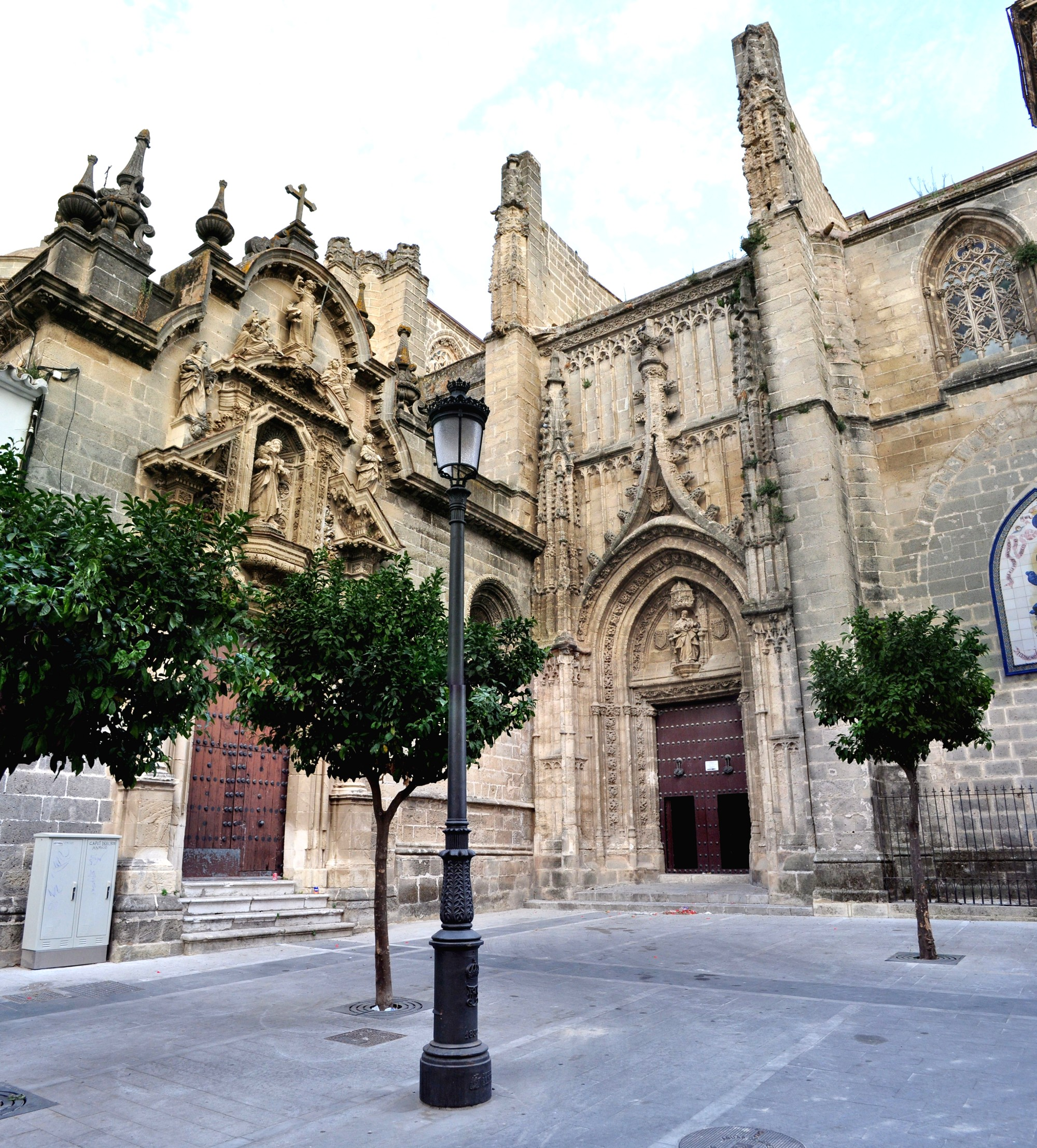
Cổng Capilla del Sagrario
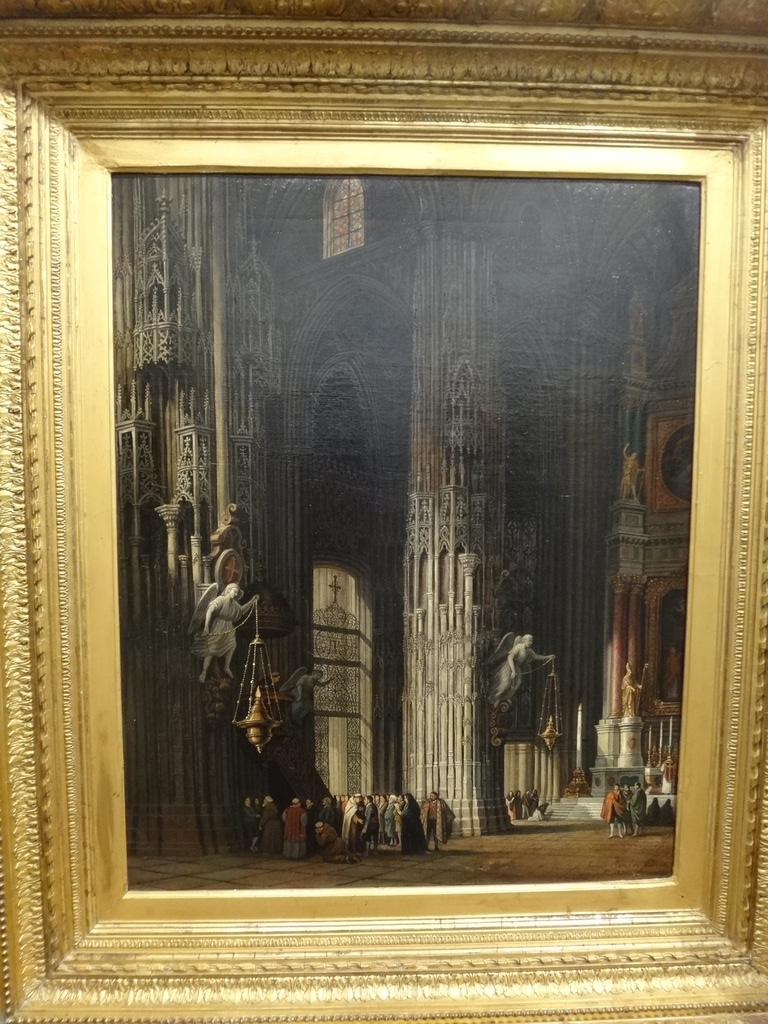
Bản vẽ mô phỏng cảnh bên trong Giáo hội